# Борулах (притока Адичі)
Борулах (якут. Боруулаах) — річка в Якутії (Росія), ліва притока Адичі (басейн Яни). Довжина — 316 км, площа водозбірного басейну — 9470 км². Протікає Янським плоскогір'ям. Найбільші притоки: Халтиси і Хатингнах. Харчування головним чином снігове. Несуднохідна.